# Alexander Sergejewitsch Brattschikow

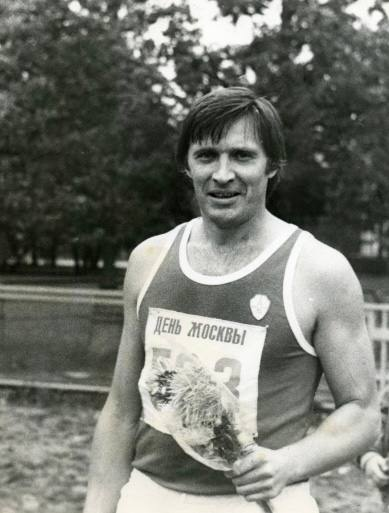
Alexander Sergejewitsch Brattschikow (1981)

Alexander Sergejewitsch Brattschikow (russisch Александр Сергеевич Братчиков, engl. Transkription Aleksandr Bratchikov; * 21. Juli 1947 in Moskau) ist ein ehemaliger sowjetischer Sprinter.

## Leben
Bei den Europäischen Hallenspielen gewann er 1967 in Prag Gold in der 4-mal-300-Meter-Staffel und Silber in der gemischten Staffel, 1968 in Madrid Silber über 400 Meter sowie Bronze in der 4-mal-364-Meter-Staffel und 1969 in Belgrad Silber in der 4-mal-390-Meter-Staffel.
Bei den Europameisterschaften 1969 in Athen wurde er Fünfter über 400 Meter und holte mit der sowjetischen Mannschaft Silber in der 4-mal-400-Meter-Staffel.
1970 siegte er bei den Halleneuropameisterschaften in Wien sowohl im Einzelwettbewerb über 400 Meter wie auch in der 4-mal-400-Meter-Staffel. Im Jahr darauf folgte bei den Halleneuropameisterschaften in Sofia Bronze über 400 Meter und Silber in der 4-mal-400-Meter-Staffel. Bei den Europameisterschaften 1971 in Helsinki wurde er Siebter über 400 Meter.
1969 wurde er sowjetischer Meister über 200 Meter, 1969 und 1971 über 400 Meter.

## Persönliche Bestzeiten
- 400 m: 45,9 s, 18. September 1969, Athen
  - Halle: 46,6 s, 15. März 1970, Wien